# Eclipse (All Yours)
«Eclipse (All Yours)» – en Español: «Eclipse (Toda Tuya)» es una canción interpretada por la banda de pop indie canadiense Metric, lanzado en el mes de julio de 2010 como segundo sencillo de la banda sonora de la película Eclipse:The Twilight Saga. Es hasta el momento, el sencillo más conocido de Metric, y fue gracias a este que la banda fue mucho más conocida a nivel mundial.

## Videoclip
El video fue estrenado a finales de julio donde aparecen escenas de la película, otras en la que aparece la vocalista cantando en una cabaña y también aparecen la banda en un desierto tocando la canción, donde uno de los integrantes aparece con un árbol miniatura en las manos y la vocalista cantando enterrada en la arena.

## Posiciones
| Listas (2010)             | Posición |
| ------------------------- | -------- |
| VOX 9                     | 2        |
| Much Music Chart          | 12       |
| Los 10 + Pedidos Norte    | 10       |
| Los 10 + Pedidos Sur      | 14       |
| El Salvador Top 40        | 28       |
| Latinoamérica Rock Top 40 | 38       |

## Anuales
| Listas (2010)                    | Posición |
| -------------------------------- | -------- |
| VOX 50 2010                      | 20       |
| Los 100 + Pedidos del 2010 Norte | 68       |
| Los 100 + Pedidos Sur            | 88       |